# Blutige Indizien – Das Spiel mit dem Tod
Blutige Indizien – Das Spiel mit dem Tod (Alternativtitel: Three Blind Mice – Ein mörderischer Plan; Originaltitel: Three Blind Mice) ist ein US-amerikanischer Thriller von Christopher Leitch aus dem Jahr 2001. Anne Gerard und Adam Greenman schrieben das Drehbuch anhand eines Romans von Evan Hunter.

## Handlung
In einem Haus in Südflorida werden drei ermordete Vietnamesen aufgefunden. Einem der Männer wurde eine Spielkarte in den Mund gesteckt. Die Männer standen früher vor Gericht, weil sie Josie Leeds überfallen haben sollten. Einer soll (erfolglos) versucht haben, sie zu vergewaltigen. Die drei Vietnamesen wurden jedoch freigesprochen. Josies Ehemann Stephen drohte den Männern mit dem Tod, was die Medien publik gemacht haben.
Stephen Leeds wird des Mordes angeklagt. Der Anwalt Matthew Hope, der zusammen mit Leeds im Vietnamkrieg diente, übernimmt die Verteidigung. Er besucht die Staatsanwältin Patricia Demming, von der er erfährt, dass es zwei vietnamesische Zeugen gibt – die kaum Englisch sprechen – die Leeds in der Nähe des Tatorts gesehen haben sollen. Hope sagt Demming, sie seien zwar Gegner, aber er möchte nicht, dass sie Feinde würden.
Hope erforscht die Vergangenheit seines Freundes, wobei ihm ein Privatermittler und Demming helfen.

## Kritiken
Die Zeitschrift TV direkt schrieb 2007, der Film beinhalte „zu viele Zufälle“.
Die Zeitschrift TV Spielfilm schrieb, dem Film fehlten „echte Höhepunkte“. Er sei dennoch „sauber gemacht, gut gespielt“ und biete „leidliche Spannung“.

## Hintergrund
Der Film wurde in Florida gedreht.